# Златибор (Чаєтина)
ФК «Златибор» (серб. ФК Златибор Чајетина) — сербський футбольний клуб з міста Чаєтина, заснований 1945 року. 2020 року вперше у своїй історії вийшов до сербської Суперліги, вищого дивізіону країни.

## Історія
Клуб був заснований у 1945 році і тривалий час виступав на регіональному рівні.
У сезоні 2011/12 посів 14 місце в зоні Дрина і, таким чином, після двох сезонів у цьому дивізіоні, потрапив до нижчої, Златиборської районної ліги, де востаннє брав участь у сезоні 2009/10. Після двох сезонів у п'ятому за рівнем дивізіоні клуб повернувся до зони Дрина. У першому сезоні вони посіли друге місце, а наступного року, у сезоні 2015/16, вони посіли перше місце і вийшли до Сербської ліги Захід, третього дивізіону країни. У своєму дебютному сезоні там вони посіли 5 місце.
У попередньому раунді Кубка Сербії в сезоні 2017/18 «Златибор» переміг «Борчу» з рахунком 4:1 і вийшов у 1/16 фіналу, де вийшли на представника Суперліги «Раднички» з Ниша. Гра, що проходила у Чаєтині, закінчилась внічию 0:0, а в серії пенальті господарі перемогли з 7:6 і таким чином досягли найбільших успіхів у кубкових змаганнях. У 1/8 фіналу «Златибор» потрапив на ще один клуб вищого дивізіону «Чукарички», поступившись йому 0:1 і таким чином закінчив змагання. У сезоні 2017/18 клуб посів перше місце в Сербській лізі Захід і вийшов вперше у своїй історії у Першу лігу Сербії, другий рівень сербського футболу.
Там у першому сезоні в «Златибор» посів високе 6-е місце і вийшов у кваліфікацію плей-оф за право зіграти у Суперлізі. У півфіналі вони програли «Інджії» 1:2 і залишились у другому дивізіоні. Втім вже в наступному сезоні 2019/20 з 1 місця досягли історичного успіху, потрапивши до сербської Суперліги.

## Останні результати
| Сезон    | Ранг | Ліга                      | Позиція | І  | В  | Н  | П  | ГЗ  | ГП | РГ  | О       | Кубок                   |
| -------- | ---- | ------------------------- | ------- | -- | -- | -- | -- | --- | -- | --- | ------- | ----------------------- |
| 2013/14. | 5    | Златиборська районна ліга | 1.      | 26 | 25 | 1  | 0  | 128 | 6  | +22 | 76      | Не пройшов кваліфікацію |
| 2014/15. | 4    | Дринська зона             | 2.      | 28 | 15 | 6  | 7  | 35  | 20 | +15 | 50      | Не пройшов кваліфікацію |
| 2015/16. | 4    | Дринська зона             | 1.      | 30 | 20 | 8  | 2  | 54  | 21 | +33 | 68      | Не пройшов кваліфікацію |
| 2016/17. | 3    | Сербська ліга Захід       | 5.      | 30 | 10 | 12 | 8  | 30  | 28 | +2  | 42      | Не пройшов кваліфікацію |
| 2017/18. | 3    | Сербська ліга Захід       | 1.      | 34 | 25 | 5  | 4  | 67  | 25 | +42 | 80      | 1/8 фіналу              |
| 2018/19. | 2    | Перша ліга Сербії         | 6.      | 37 | 18 | 3  | 16 | 48  | 42 | +6  | 32 (57) | Не пройшов кваліфікацію |
| 2019/20. | 2    | Перша ліга Сербії         | 1.      | 30 | 14 | 12 | 4  | 33  | 18 | +15 | 54      | 1/16 фіналу             |
| 2020/21. | 1    | Суперліга Сербії          | -       | -  | -  | -  | -  | -   | -  | -   | -       | -                       |